# 大定 (楊日禮)
大定（Đại Định，1369年—1370年），《越史略》作“天定”，越南陳朝廢帝昏德公楊日禮的年号。

## 纪年
| 大定 | 元年   | 2年    |
| 公元 | 1369年 | 1370年 |
| 干支 | 己酉   | 庚戌   |

## 出典
- 越南年号索引
- 其他大定意义
- 《大越史記全書》本紀卷7　己酉大治12年夏6月15日条

| 前一年號： 大治 | 越南陳朝年号 | 下一年號： 紹慶 |